# Alexander Stirling MacMillan
Pour les articles homonymes, voir MacMillan.
Alexander Stirling MacMillan (1870-1955) ,était un homme d'affaires et homme politique canadien qui fut premier ministre de la Nouvelle-Écosse.